# Нитше, Павел Гугович
Павел Гугович Нитше (Нитче) (18(30) июня 1885, Одесса — 1950, Белфаст) — живописец, график.

## Биография
Родился в 1885 году в Одессе, в семье владельца гравёрной мастерской Г. Р. Нитче (Нитше).
С 1904 по 1905 годы учился в Одесском художественном училище, с 1908 по 1909 — в Мюнхенской академии художеств.
С 1910 года жил в Одессе, был сотрудником журнала «Волна», в котором публиковались его карикатуры и рисунки. Кроме этого, до 1912 года работал художественным критиком в газете «Утро Одессы».
В 1915 году выехал за границу. В 1918 году ненадолго вернулся в Одессу, после чего окончательно покинул страну.

## Участие в выставках
- XXIV выставка Товарищества южнорусских художников (1913).
- Весенние выставки 1913 и 1914 годов (как участник и один из организаторов).
- Выставка Одесского общества изящных искусств (лето 1918).